# 短チャネル効果
電子工学において短チャネル効果は、チャネル長がソースとドレインの接合の空乏層幅に相当するMOSFETで起こる。
短チャネル効果には、ドレイン誘起障壁低下、速度飽和、ホットキャリア劣化などがある。